# Arbeitsgemeinschaft Industriebau

Das Logo der AGI

Die Arbeitsgemeinschaft Industriebau e. V. (AGI) mit Sitz in Bensheim wurde am 28. März 1958 gegründet und fördert die Entwicklung wettbewerbsfähiger Standorte und wirtschaftlicher Industriebauten deutscher Unternehmen.
Initiator und 1. Vorsitzender der AGI war Walter Henn.
Mitglieder sind alle bedeutende Unternehmen der deutschen Industrie sowie ausgewählte Unternehmen der Baustoffindustrie, Bauzulieferer, ausgewählte Planungs- und Projektsteuerungsbüros sowie einige Universitätsinstitute.
Publikationsorgan ist die Zeitschrift IndustrieBAU, die im FORUM Verlag erscheint.
Die AGI gibt Arbeitsblätter heraus und bearbeitet aktuelle Themen in Arbeits- und Regionalkreisen.

## Themen der Arbeitsblätter
Aktuelle Arbeitskreise beschäftigen sich mit folgenden Themen:
- Baukonstruktion
- Bauvertragsrecht
- Brandschutz
- Dämmarbeiten an betrieblichen Anlagen
- Gebäudetechnik
- Industrieböden
- Industriedächer
- Informationsverarbeitungssysteme
- Infrastruktur
- Korrosions- und Betonschutz
- Säureschutzbau
- Standortbewirtschaftung
- Standortentwicklung
- Unternehmenssicherheit

## Arbeitskreise
- Baukonstruktion
- Bauvertragsrecht
- Brandschutz
- Dämmarbeiten an betriebstechnischen Anlagen
- Elektrotechnische Anlagen
- Gebäudetechnik
- Industriedächer
- Informationsverarbeitungssysteme
- Infrastruktur
- Korrosions- und Betonschutz
- Nachhaltigkeit
- Säureschutzbau
- Standortbewirtschaftung
- Standortentwicklung
- Symposium Rechenzentren
- Unternehmenssicherheit[1]